# Люк (притока Лози)
Люк (рос. Люк) — річка в Росії, ліва притока Лози. Протікає територією Балезінського та Ігринського районів Удмуртії.
Річка починається на південно-західній околиці присілка Верх-Люк на території Балезінського району. Річка спочатку тече на південний захід, потім входить на територію Ігринського району і повертає на південний схід. В середній течії повертає спочатку на схід, а потім плавно на північний схід. Впадає до Лози в присілку Устьє Люк. Береги річки заліснені, приймає декілька дрібних приток.
Над річкою розташовані присілки Ігринського району Люк, Лозолюк та Устьє Люк.